# Haplacarus porosus
Haplacarus porosus är en kvalsterart som beskrevs av Jaikumar och K. Ramani 1994. Haplacarus porosus ingår i släktet Haplacarus och familjen Lohmanniidae. Inga underarter finns listade i Catalogue of Life.